# Escape (singolo Enrique Iglesias)
Escape è il secondo singolo ad essere estratto dall'album Escape di Enrique Iglesias, pubblicato nel 2001. È stato il primo video di Iglesias a ritirarsi dalla classifica al # 1. La canzone ha raggiunto la numero tre nel Regno Unito e la numero dodici nelle classifiche degli Stati Uniti.

## Canzone
Escape è una canzone pop composta in battuta e in chiave di B Maggiore, con il brano intero costituito da un I - IV - VI - V ciclo di corda progressione. È scritto in forma strofa-ritornello, e la sua strumentazione viene dalla Chitarra elettrica e una Tastiera.

## Il video
Il video per Escape è stato girato da Dave Meyers a Long Beach in California e trasmesso per la prima volta il 20 dicembre 2001. Protagonista del video, oltre ad Iglesias, è l'ex tennista Anna Kurnikova, futura moglie del cantante.
Il video musicale è stato girato a Long Beach al Performing Arts Center e al CityWalk zona commerciale della Universal City, California. Il video si apre con una sequenza di immagini di Iglesias che sta eseguendo il brano, supportato da una band dal vivo, davanti a una folla enorme in un teatro. In tutto il video, ci sono sequenze di Kournikova e del rapporto che ha con Iglesias. La prima sequenza è di Iglesias che guida in una grande città su una moto mentre aspetta l'arrivo di Kournikova. Una volta che arriva, egli tenta di baciarla ma lei lo respinge.
Nella scena successiva Iglesias segue Kournikova nel bagno delle signore. Lei si guarda allo specchio, lo vede e si gira a baciarlo. Mentre continuano a baciarsi distesi in tutto il lavabo del bagno, finché arrivano due guardie di sicurezza per separarli e cacciare via Iglesias. La scena si taglia subito con un'altra scena in cui un altro agente di sicurezza si ferma in un parcheggio e trova di nuovo i due che baciano sui sedili anteriori di un'auto. Ma, a differenza delle precedenti guardie di sicurezza, li lascia e se ne va tranquilla. Il video si chiude con una scena del teatro che si svuota, ma Kournikova sta ferma li e lo aspetta seduta nel suo sedile fino a che Iglesias si avvicina a lei dopo che la folla se ne va via.

## Tracce
- European CD Maxi single

1. "Escape" (album version)
2. "Escape" (Giorgio Moroder & Fernando Garibay club mix)
3. "Escape" (Stonebridge radio mix)
4. "Escape" (video)

- German CD Maxi single

1. "Escape"
2. "Escape" (Boogieman remix)
3. "Escape" (StoneBridge radio mix)
4. "Hero" (Thunderpuss remix)
5. "Hero" (video)

- UK CD single

1. "Escape"
2. "Escape" (Boogieman remix)

- 12" vinyl single

1. "Escape" (Thunderpuss club mix)
2. "Escape" (Thunderpuss Tripstrumental)
3. "Escape" (Giorgio Moroder & Fernando Garibay club mix)
4. "Escape" (7th District club mix)
5. "Escape" (Stonebridge club mix)
6. "Escape" (Stonebridge Hooky dub)
7. "Escape" (Minge Binge Polysynthetic mix)
8. "Escape" (JJ's club mix)